# Ga Hương Canh
Ga Hương Canh là một nhà ga xe lửa tại huyện Bình Xuyên tỉnh Vĩnh Phúc. Nhà ga là một điểm của đường sắt Hà Nội - Lào Cai và nối với ga Phúc Yên với ga Vĩnh Yên.
| Ga trước Phúc Yên | Đường sắt Việt Nam Đường sắt Hà Nội - Lào Cai | Ga sau Vĩnh Yên |